# Joshua Reed Giddings
Pour les articles homonymes, voir Giddings.
Joshua Reed Giddings, né le 6 octobre 1795 à Tioga Point (aujourd'hui Athens (Pennsylvanie)) et mort le 27 mai 1864 à Montréal, est un juriste et homme politique américain qui siégea à la Chambre des représentants des États-Unis de 1838 à 1859.

## Biographie
Tout au long de sa carrière, il lutta contre toute forme d'oppression de l'homme par l'homme. Tout d'abord lors de la seconde guerre séminole (1835-1842), déclenchée par les États-Unis pour chasser les Séminoles de Floride, puis en tant que fervent défenseur de l'abolition de l'esclavage. L'affaire de la Creole lui fut l'occasion d'établir que les lois sur l'esclavage étaient des lois locales que le gouvernement fédéral n'était pas tenu de faire appliquer.
Nommé par le président Lincoln consul général au Canada, Joshua Giddings meurt à Montréal le 27 mai 1864. 

## Œuvres
- The exiles of Florida ; or, The crimes committed by our government against the Maroons who fled from South Carolina and other slave states, seeking protection under Spanish laws., Columbus, O., Follett, Foster and Co., 1858. (OCLC 841191)
- History of the rebellion : its authors and causes, New York, Follet, Foster, 1864. (OCLC 2900852)